# 陶崇道
陶崇道（1580年—1650年），字路叔，号虎溪，浙江會稽（今紹興市）陶堰人，明朝政治人物，同進士出身。

## 生平
陶崇道自幼颖异，万历三十七年（1609年）中举人，次年联捷庚戌科进士。初授即墨縣知縣，有能声。萬曆四十年（1612年）调掖县。萬曆四十四年（1616年）南京给事中，未上任即因丁忧归乡。崇祯元年（1628年）奉召起复，在兵部任职，遇事敢言，有“鸣凤”之稱。崇祯八年（1635年）迁廣東按察使，备兵罗定，分守岭西。升福建右布政使，未就任即去官歸里。

## 著作
著有《拜环堂文集》六卷。
陶崇道致仕後，将族人陶怿、陶望龄編著之谱遗稿汇集整理，凡17卷，完成《会稽陶氏族谱》。

## 家世
高祖陶諧，官至兵部侍郎。曾祖陶師賢，累赠左布政使。
祖父陶大順，官至廣西巡撫。
父陶允嘉，凤阳通判。其女嫁张岱之父张耀芳，故张岱为陶崇道外甥。
叔祖陶大臨，明朝榜眼，官至吏部侍郎。